# Diploglossus garridoi
Diploglossus garridoi — вид веретільницеподібних ящірок родини Diploglossidae. Ендемік Куби.

## Поширення і екологія
Diploglossus garridoi мешкають в горах Сьєрра-Маестра на південному сході Куби, в провінції Гранма. Вони живуть в гірських тропічних лісах, соснових лісах та у вторинних заростях. зустрічаються на висоті від 600 до 1700 м над рівнем моря. Відкладають яйця.

## Збереження
МСОП класифікує стан збереження цього виду як близький до загрозливого. Diploglossus garridoi загрожує знищення природного середовища.